# Lepidanthrax utahensis
Lepidanthrax utahensis är en tvåvingeart som beskrevs av Hall 1976. Lepidanthrax utahensis ingår i släktet Lepidanthrax och familjen svävflugor. Inga underarter finns listade i Catalogue of Life.